# میلاس
میلاس شهری است در استان موغله ترکیه.
میلاس در جنوب باختری ترکیه قرار دارد در محدوده خلیج بودروم - ماندالیا، دریاچه بافرا و خلیج گوک‌اوا قرار دارد. در نتیجه دارای یک نوار کرانه‌ای طولانی است. میلاس دارای تابستان‌های گرم و خشک و زمستان‌های معتدل و پربارش است و دمای هوا خیلی کم زیر صفر می‌رسد.
این شهر با پلاژها، دریاچه‌ها، و بازمانده‌های یونان باستان یکی از مراکز گردشگری در ترکیه است. میلاس، یکی از نقاط توقف اتوبوس‌های بین شهری به مقصد بودروم است.

## تاریخچه
وجود نیایشگاه زئوس کارلوس و نزدیکی نیایشگاه زئوس لابراندا میلاس را در روزگار باستان به عنوان مرکز دینی کاریا در آورده بود.
میلاس باستان که یکی از مهم‌ترین شهرهای کاریا بود و در زمان هخامنشیان، این شهر بخشی از ایران بود و به عنوان مرکز کاریا درآمد. فرمانروای این شهر فردی بود که توسط اولیاد، ساتراپ ایرانی بر این شهر گمارده شده‌بود.
ماسولوس، ساتراپ معروف شاهنشاهی ایران نیز اهل این شهر بود. وی در میان سال‌های ۳۷۷ تا ۳۵۲ پیش از میلاد عملاً فرمانروای کاریا بود و آرامگاه پرآوازهٔ ماوزولیوم را در هالیکارناس ساخت.
واژهٔ امروزی برای آرامگاه در زبان‌های غربی یعنی Mausoleum از نام این والی ایرانی گرفته شده‌است.

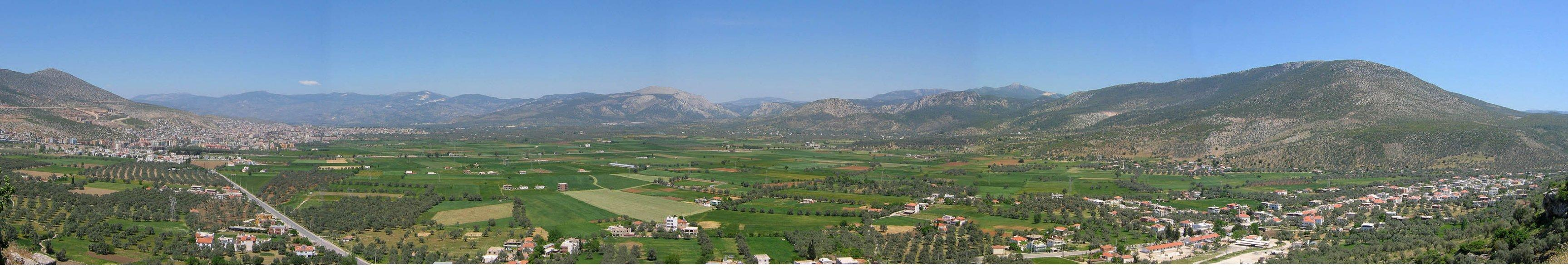
یک سراسرنما از دشت میلاس.

## نگارخانه

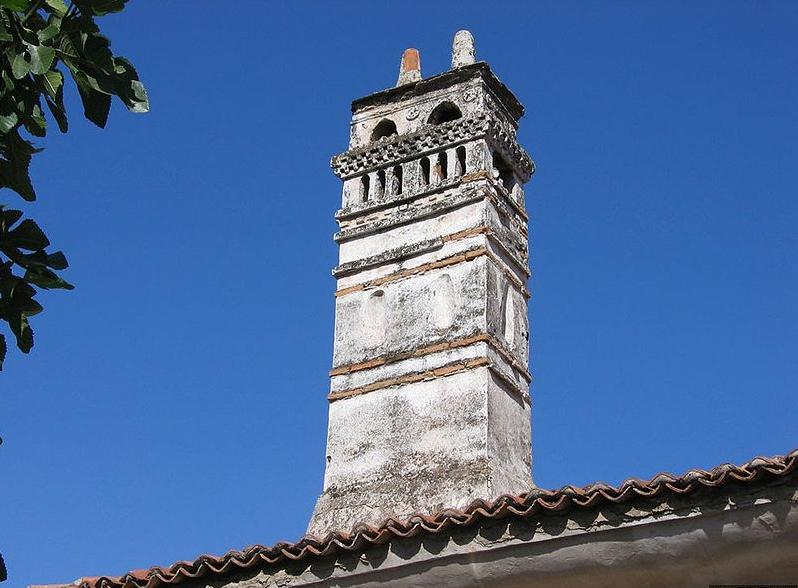
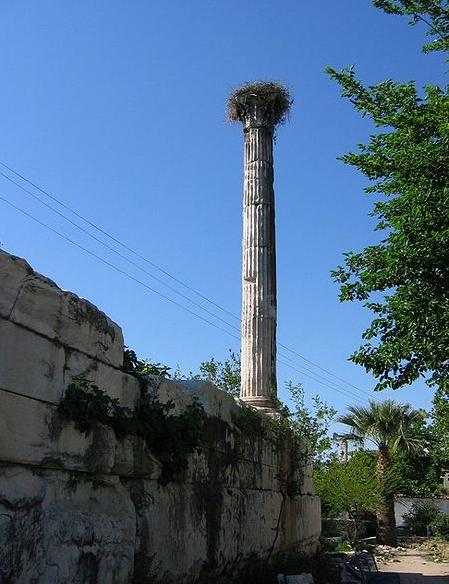
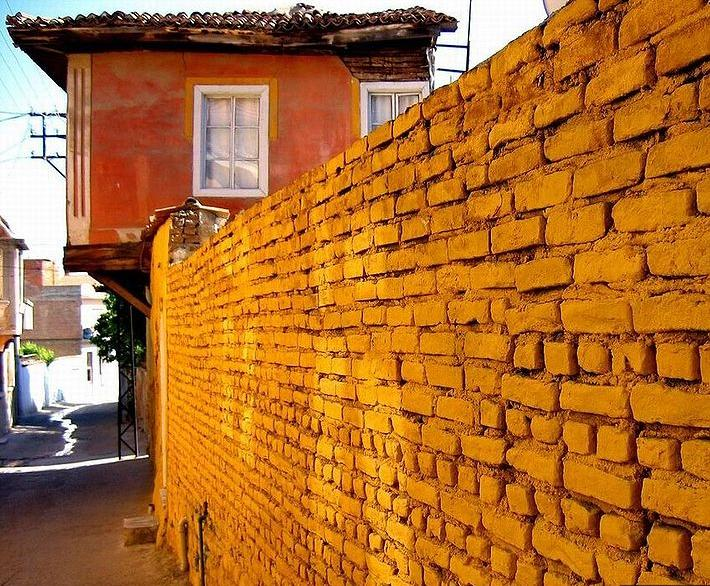